# كروتون حلو الرائحة
كروتون حلو الرائحة (الاسم العلمي:Croton suaveolens) هو نوع من النباتات يتبع جنس الكروتون من الفصيلة الفربيونية.